# Impasse Milord
Impasse Milord är en återvändsgata i Quartier des Grandes-Carrières i Paris 18:e arrondissement. Impasse Milord börjar vid Avenue de Saint-Ouen 140. Återvändsgatans namn är av oklart ursprung.

## Omgivningar
- Square Jean-Leclaire
- Square des Épinettes
- Square de la Rue-Henri-Huchard

## Bilder
| - Square Jean-Leclaire. - Square des Épinettes. |

## Kommunikationer
- Tunnelbana – linje  – Porte de Saint-Ouen
- Spårvagnshållplats – linje  – Porte de Saint-Ouen
- Busshållplats Porte de Saint-Ouen – Paris bussnät, linje 21

### Webbkällor
- ”Impasse Milord”. Mairie de Paris. http://www.v2asp.paris.fr/commun/v2asp/v2/nomenclature_voies/Voieactu/6289.nom.htm. Läst 27 februari 2021.
- ”Impasse Milord”. Les rues de Paris. https://www.parisrues.com/rues18/paris-18-impasse-milord.html. Läst 27 februari 2021.